# Michael Carruth
Michael Carruth, född den 9 juli 1967 i Dublin, Irland, är en irländsk boxare som tog OS-guld i welterviktsboxning 1992 i Barcelona. I lättviktsboxningen vid olympiska sommarspelen 1988 i Seoul slogs han ut i kvartsfinalen av svensken George Scott.